# EL-11
La Autovía EL-11, más conocida como la Ronda Oeste , fue la primera autovía urbana que se hizo en esta ciudad. Tiene una longitud de 3 km, empieza en la autovía A-78 y acaba en la CV-84. También enlaza con la Ronda Norte CV-86 mediante una rotonda. Además, comunica con la A-7 Autovía del Mediterráneo mediante un cruce a distinto nivel. Esta vía está limitada a 80 km/h y es bastante transitada.

## Nomenclatura

Indicador.

El nombre de EL-11 significa: EL es el código que recibe al ser una autovía urbana de la ciudad de Elche, y el 11 significa que es la primera ronda de la ciudad.